# José Barba y Bendad
José Barba y Bendad, también como Beudad, (Barcelona, 11 de octubre de 1804-ibídem, 3 de febrero de 1881) fue un organista, compositor y maestro de capilla español.

## Biografía
Su formación musical la realizó en la basílica de Santa María del Pino de Barcelona como infante del coro. Allí estudió contrapunto y órgano con Fransciso Sampere. Llegó a ser el sucesor de Sampere en el magisterio de Santa María del Pino en 1822. Con diecinueve años, una vez acabados los estudios de armonía y contrapunto, hizo oposiciones al magisterio de Castellón de Ampurias.
En junio de 1825 se presentó con éxito al magisterio de la Catedral de Gerona. En la ciudad se ordenó sacerdote y formó una generación de músicos —cantores e instrumentistas como Juan Carreras y Dagas o mosén Domènec Murtra—, con lo que contribuyó a reavivar la vida musical de la ciudad y las comarcas cercanas. Colaboró en la fundación de un teatro de ópera a la italiana en Gerona, del cual llevó la dirección musical de los ensayos, pero sin intervenir en las representaciones públicas. También dirigía una orquesta en Gerona. Esta vertiente profana llevó a tensiones con el cabildo catedralicio, ya que implicaba menos tiempo para el magisterio de la capilla de música metropolitana.
Un biógrafo, citado por Elías de Molins en su Diccionario biográfico y bibliográfico de escritores y artistas catalanes del siglo XIX, emplea las siguientes palabras para referirse a su estancia en Gerona:

[...] que con la energía de carácter, la firme voluntad y constancia que le caracterizaban levantó el arte musical, harto decaído en aquella ciudad, a una envidiable altura, dotándola de una orquesta más que capaz para ejecutar las obras con el esplendor que requiere el culto divino. Hizo más todavía, pues contándose ya en esta ciudad con elementos bastantes, corrió con la dirección artística de la compañía de ópera italiana que por entonces llamaron a Gerona las autoridades y principales familias de la población, no sin antes el mismo Prelado diocesano le concediera el consiguiente permiso.

En 1826 obtuvo la plaza de maestro de capilla en la Catedral de Valladolid, a la que renunció por razones familiares. También se presentó sin éxito a las oposiciones para el magisterio en Sevilla (1826) y Catedral de Toledo. 
Tras el fallecimiento de sus padres, desempeñó su cargo en Gerona hasta 1857, año en el que ganó las oposiciones al magisterio de la iglesia de Santa María del Mar de Barcelona. Permanecería en el cargo hasta su fallecimiento, en su ciudad natal el 3 de febrero de 1881, a los 76 años de edad.
Entre sus discípulos se cuentan Melcior de Ferrer, Leandre Sunyer i Puigventós, Juan Carreras y Dagas, Llorenç Pagans i Julià, Domènec Murtra y Bernat Papell i Carreras.

## Obra
Escribió un gran número de composiciones que fueron muy apreciadas en su tiempo. Su repertorio consiste principalmente en obras de carácter religioso (misas, himnos, tedéums, responsorios, villancicos y oratorios), que se conservan mayoritariamente en diversos fondos musicales de Cataluña.
También fue autor del Tratado metódico teórico-práctico de composición de canto gregoriano, en español y francés, que quedó inacabado e inédito. François-Joseph Fétis mostró interés por una pieza didáctica suya que no se llegó a publicar.